# Trøndelag
Trøndelag (sydsamiska: Trööndelage, på svenska Tröndelagen) är ett landskap och den näst nordligaste av Norges landsdelar. Det utgörs administrativt av Trøndelag fylke. Trøndelag har cirka 470 000 invånare. Den största staden är Trondheim med drygt 200 000 invånare.
Landskapet har möjligen sitt namn efter den gamla nordiska folkstammen trönder som levde där.
Trøndelag gränsar till de svenska landskapen Jämtland och Härjedalen som fram tills 1645 tillhörde Norge. 
I Trøndelag talas den norska dialekten trönderska.
De två tidigare fylkena Nord-Trøndelag och Sør-Trøndelag slogs den 1 januari 2018 samman till ett fylke med namnet Trøndelag fylke.